# Zdravko Tolimir
Zdravko Tolimir (srp. (Здравко Толимир) Glamoč, 27. studenog 1948. – Den Haag, 9. veljače 2016.) bio je srpski bosanskohercegovački general i ratni zločinac. Za Tolimirom je dulje vrijeme bila raspisana tjeralica Međunarodnog suda u Haagu, osumnjičenog za ratne zločine protiv civilnog stanovništva tijekom agresije na Bosnu i Hercegovinu početkom 1990-ih. Tolimira je 7. lipnja, 2007. uhitila srbijanska policija kada je pokušao preći granicu između Srbije i Bosne i Hercegovine. Sud ga je proglasio krivim 12. prosinca 2012., između ostalog za genocid i ratne zločine. Za ova nedjela osuđen je na doživotni zatvor.
Umro je u zatvoru u Scheveningenu, 9. veljače, 2016. godine.